# روبرت ستيرلنغ
روبرت ستيرلنغ (بالإنجليزية: Robert Stirling) ( 1790 في بيرثشاير - 6 يونيو 1878، غالستون، أيرشاير)، هو عالم ورجل دين اسكتلندي، ومخترع محرك ستيرلينغ، وهو نوع من محرك الاحتراق الخارجي. كما اخترع محرك الهواء الساخن.
اخترع أيضا الأجهزة البصرية وغيرها من الصكوك. تم منح أول براءة اختراع لستيرلنغ في عام 1816، وقام بصنع المحركات في الفترة ما بين 1818-1922، وهي الفترة التي كانت تستخدم في ضخ المياه في المزارع وتوليد الكهرباء.
له محاولات لاحقة لتطوير محرك ستيرلينغ للاستخدام التجاري باءت بالفشل إلى حد كبير، على الرغم من المميزات التي كان يمتلكها الاختراع مثل التشغيل الهادئ، ومصادر الوقود المتعددة، والكفاءة العالية، وانخفاض التلوث، والكثافة العالية للطاقة الذي يستمر لعقد جذب كبيرة.